# Андерссон, Свен Оскар
Свен Оскар Альбин Андерссон (швед. Sven Oskar Albin Andersson; 14 февраля 1907, Эссербю-Гарн, Стокгольм — 30 мая 1981, Сольна, Стокгольм) — шведский футболист, защитник. Один из лучших защитников в истории шведского футбола.

## Клубная карьера
Во взрослом футболе дебютировал в 1928 году выступлениями за клуб «АИК», цвета которой и защищал в течение всей своей карьеры, продолжавшейся тринадцать лет.
Умер 30 мая 1981 года на 75-м году жизни в Стокгольме.

## Выступление за сборную
В 1930 году дебютировал за сборную Швеции. На протяжении карьеры в национальной команде, которая длилась 9 лет, провел в форме главной команды страны 27 матчей, забив 3 гола. В 7-и играх был капитаном сборной. Автор 500-го гола сборной Швеции (01.07.1934). В сборной играл в паре с Нильсом Аксельссоном. Легендарная пара защитников в истории сборной Швеции.
В составе сборной был участником чемпионата мира 1934 года в Италии.

## Достижения
- Чемпион Швеции: 1931-32, 1936-37